# Modena Football Club 1922-1923
Questa voce raccoglie le informazioni riguardanti il Modena Football Club nelle competizioni ufficiali della stagione 1922-1923.

## Stagione
Concluse questo campionato al 6º posto.

## Divise
| Prima divisa |

## Rosa
| N. |                   | Ruolo | Calciatore          |
| -- | ----------------- | ----- | ------------------- |
|    | Italia (bandiera) | P     | Ettore Borgetti     |
|    | Italia (bandiera) | P     | Fausto Brancolini   |
|    | Italia (bandiera) | D     | Silvio Bompani      |
|    | Italia (bandiera) | D     | Fausto Boni         |
|    | Italia (bandiera) | D     | Ferdinando Contini  |
|    | Italia (bandiera) | D     | Gino Ferrari        |
|    | Italia (bandiera) | C     | Giorgio Armari      |
|    | Italia (bandiera) | C     | Arrigo Bigi         |
|    | Italia (bandiera) | C     | Bruno Benassati     |
|    | Italia (bandiera) | C     | Bruno Dugoni        |
|    | Italia (bandiera) | C     | Giuseppe Mazzoli    |
|    | Italia (bandiera) | C     | Aldo Pedrazzi       |
|    | Italia (bandiera) | C     | Bonifacio Scaltriti |
|    | Italia (bandiera) | C     | Renato Re           |

| N. |                    | Ruolo | Calciatore           |
| -- | ------------------ | ----- | -------------------- |
|    | Italia (bandiera)  | A     | Giacomo Abati        |
|    | Italia (bandiera)  | A     | Italo Breviglieri    |
|    | Italia (bandiera)  | A     | Alberto Cuttin       |
|    | Italia (bandiera)  | A     | Giuseppe Forlivesi   |
|    | Italia (bandiera)  | A     | Giovanni Frassoldati |
|    | Italia (bandiera)  | A     | Sergio Gavioli       |
|    | Italia (bandiera)  | A     | Attilio Guarinoni    |
|    | Austria (bandiera) | A     | Reinhold Kristinus   |
|    | Italia (bandiera)  | A     | Enzo Manfredini      |
|    | Italia (bandiera)  | A     | Luciano Manzotti (I) |
|    | Italia (bandiera)  | A     | Orazio Parmeggiani   |
|    | Italia (bandiera)  | A     | Umberto Vecchina     |
|    | Italia (bandiera)  | A     | Luciano Vezzani      |

## Risultati

### Prima Divisione

#### Girone B

##### Girone di andata
| Arbitro: | Bistoletti (Milano) |

|                                 |           |  |
| Cuttin 25’ (rig.) Forlivesi 72’ | Marcatori |  |

| Arbitro: | Mauro (Milano) |

|                             |           |                                            |
| Rossetti II 7’ Gallotti 57’ | Marcatori | 9’ (rig.) Cuttin 12’ Benassati 84’ Mazzoli |

| Arbitro: | Terzolo (Genova) |

|                                   |           |  |
| Ferraris 13’, 22’, 86’ Blando 66’ | Marcatori |  |

| Modena 13 maggio 1923 4ª giornata | Modena | 2 – 0 A tav. per forfait | Esperia | Campo di viale Fontanelli |

| Arbitro: | Zennaro (Genova) |

|                          |           |  |
| Marcora 9’ Raso 71’, 75’ | Marcatori |  |

| Arbitro: | Bistoletti (Milano) |

|               |           |                          |
| Forlivesi 50’ | Marcatori | 77’ Santamaria 78’ Catto |

| Arbitro: | Canestrini (Novara) |

|           |           |                  |
| Dugoni 3’ | Marcatori | 23’ Santagostino |

| Cremona 17 dicembre 1922 8ª giornata | Cremonese         | 0 – 0 | Modena | Campo di Via Persico\| Arbitro: \| Fontana (Bologna) \| |
| Arbitro:                             | Fontana (Bologna) |       |        |                                                         |

| Arbitro: | Galletti (Genova) |

|                           |           |  |
| Baccilieri 39’ Rubini 64’ | Marcatori |  |

| Arbitro: | Zennaro (Genova) |

|                |           |  |
| Vecchina I 25’ | Marcatori |  |

| Arbitro: | Muttoni (Treviglio) |

|                            |           |  |
| Giorgini 7’ Pienovi II 87’ | Marcatori |  |

##### Girone di ritorno
| Arbitro: | Livraghi (Milano) |

|  |           |                           |
|  | Marcatori | 22’ Gavioli 89’ Forlivesi |

| Arbitro: | Bistoletti (Milano) |

|                         |           |  |
| Cuttin 4’ Forlivesi 52’ | Marcatori |  |

| Arbitro: | Livraghi (Milano) |

|            |           |  |
| Cuttin 36’ | Marcatori |  |

| Arbitro: | Bistoletti (Milano) |

|  |           |            |
|  | Marcatori | 57’ Cuttin |

| Modena 18 marzo 1923 16ª giornata | Modena           | 0 – 0 | Legnano | Campo di viale Fontanelli\| Arbitro: \| U. Gama (Milano) \| |
| Arbitro:                          | U. Gama (Milano) |       |         |                                                             |

| Arbitro: | Trezzi (Milano) |

|                                               |           |                          |
| Santamaria 47’ De Vecchi 49’ (rig.) Sardi 51’ | Marcatori | 53’ Forlivesi 81’ Cuttin |

| Arbitro: | A. Gama (Milano) |

|              |           |  |
| Forneris 85’ | Marcatori |  |

| Arbitro: | Majani (Torino) |

|            |           |              |
| Cuttin 76’ | Marcatori | 79’ Bodini I |

| Modena 22 aprile 1923 20ª giornata | Modena | 2 – 0 A tav. per forfait | Bologna | Campo di Viale Fontanelli |

| Arbitro: | Vagge (Genova) |

|            |           |  |
| Crotti 55’ | Marcatori |  |

| Arbitro: | Canepa (Savona) |

|                                             |           |             |
| Cuttin 20’ (rig.) Forlivesi 40’ Vezzani 62’ | Marcatori | 70’ Bottino |

## Statistiche

### Statistiche di squadra
| Competizione               | Punti | In casa | In casa | In casa | In casa | In casa | In casa | In trasferta | In trasferta | In trasferta | In trasferta | In trasferta | In trasferta | Totale | Totale | Totale | Totale | Totale | Totale | DR |
| Competizione               | Punti | G       | V       | N       | P       | Gf      | Gs      | G            | V            | N            | P            | Gf           | Gs           | G      | V      | N      | P      | Gf     | Gs     | DR |
| -------------------------- | ----- | ------- | ------- | ------- | ------- | ------- | ------- | ------------ | ------------ | ------------ | ------------ | ------------ | ------------ | ------ | ------ | ------ | ------ | ------ | ------ | -- |
| Prima Divisione - girone B | 24    | 11      | 7       | 3       | 1       | 16      | 5       | 11           | 3            | 1            | 7            | 8            | 18           | 22     | 10     | 4      | 8      | 24     | 23     | +1 |
| Totale                     | 24    | 11      | 7       | 3       | 1       | 16      | 5       | 11           | 3            | 1            | 7            | 8            | 18           | 22     | 10     | 4      | 8      | 24     | 23     | +1 |

### Statistiche dei giocatori
| Giocatore          | Prima Divisione | Prima Divisione |
| Giocatore          | Presenze        | Reti            |
| ------------------ | --------------- | --------------- |
| G. Abati           | 2               | 0               |
| G. Armari          | 8               | 0               |
| B. Benassati       | 20              | 1               |
| A. Bigi            | 4               | 0               |
| S. Bompani         | 12              | 0               |
| F. Boni            | 21              | 0               |
| E. Borgetti        | 11              | -8              |
| F. Brancolini      | 10              | -15             |
| I. Breviglieri (I) | 2               | 0               |
| A. Cuttin          | 22              | 8               |
| B. Dugoni          | 4               | 1               |
| G. Ferrari         | 3               | 0               |
| G. Forlivesi       | 19              | 6               |
| G. Frassoldati     | 1               | 0               |
| S. Gavioli         | 12              | 1               |
| A. Guarinoni       | 3               | 0               |
| R. Kristinus       | 2               | 0               |
| L. Manzotti (I)    | 7               | 0               |
| G. Mazzoli         | 14              | 1               |
| O. Parmeggiani     | 5               | 0               |
| A. Pedrazzi        | 21              | 0               |
| R. Re              | 1               | 0               |
| B. Scaltriti       | 7               | 0               |
| U. Vecchina (I)    | 12              | 1               |
| L. Vezzani         | 8               | 1               |